# Lakkja
Le lakkja (ou lakkia, chashan yao) est une langue taï-kadaï parlée en Chine, dans l'Est de la province de Guangxi par les Lakkja. Les Lakkja sont recensés avec les Yao.

## Phonologie

### Voyelles
|         | Antérieure | Centrale | Postérieure |
| ------- | ---------- | -------- | ----------- |
| Fermée  | i [i]      |          | u [u]       |
| Moyenne |            |          | o [o]       |
| Ouverte | ɛ [ɛ]      | a [a]    |             |

### Consonnes
|              |              | Bilabiales    | Alvéolaires | Alvéolaires | Dorsales      | Dorsales                    | Glottales     |
| ------------ | ------------ | ------------- | ----------- | ----------- | ------------- | --------------------------- | ------------- |
| Centrales    | Latérales    | Bilabiales    | Palatales   | Vélaires    |               |                             | Glottales     |
| Occlusives   | Sourde       | p [p] pj [pʲ] | t [t]       |             |               | k [k] kj [kʲ] kw [kʷ]       | ʔ [ʔ]         |
| Occlusives   | Sonore       | ʔb [ʔb]       |             |             |               |                             |               |
| Occlusives   | Aspirées     | ph [pʰ]       | th [tʰ]     |             |               | kh [kʰ] khj [kʰʲ] khw [kʰʷ] |               |
| Fricatives   | Fricatives   | f [f]         | s [s]       | ɫ [ɫ]       |               |                             | h [h] hw [hʷ] |
| Affriquées   | Sourde       |               | ts [ts]     |             |               |                             |               |
| Affriquées   | Aspirées     |               | tsh [tsʰ]   |             |               |                             |               |
| Liquides     | Liquides     |               |             | l [l]       |               |                             |               |
| Nasales      | Simple       | m [m]         | n [n]       |             | ɲ [ɲ]         | ŋ [ŋ] ŋj [ŋʲ] ŋw [ŋʷ]       |               |
| Nasales      | Dévoisée     | m̥ [m̥]         | n̥ [n̥]       |             | ɲ [ɲ]         | ŋ̥ [ŋ̥] ŋ̥j [ŋ̥ʲ]               |               |
| Semi-voyelle | Semi-voyelle | w [w]         |             |             | j [j] jw [jʷ] |                             |               |

### Tons
Le lakkja est une langue tonale, avec 8 tons.

## Sources
- (zh) Ni Dabai, 1990, 侗台语概论 - Dòngtáiyǔ gàilùn - An Introduction to Kam-Tai Languages, Pékin, Zhōngyāng mínzú xuéyuàn chūbǎnshè  (ISBN 7-81001-199-5)